# 呼和浩特广播电视台
呼和浩特广播电视台是内蒙古自治区首府呼和浩特市的广播电视播出机构。目前与呼和浩特日报社合作并挂牌成立了呼和浩特市融媒体中心，并共同开发了青橙融媒APP。

## 频道列表
呼和浩特广播电视台目前有3套电视台频道和3条广播频率。

### 电视服务
呼和浩特电视台于1986年2月7日开播，目前电视信号覆盖呼和浩特市区及所辖5个旗县。
| 頻道名稱     | 语言   | 广播格式                         | 啟播時間     | 频道前身 | 備註 |
| 新闻综合频道 | 普通話 | SD: PAL 576i 16:9 HD：1080i 16:9 | 1986年2月7日 |          |      |
| 影视娱乐频道 | 普通話 | SD: PAL 576i 16:9 HD：1080i 16:9 |              |          |      |

### 广播服务
| 頻道名稱     | 语言   | 频道频率 | 啟播時間 | 频道前身 | 備註 |  |
| 综合广播     | 普通話 | FM92.9   |          |          |      |  |
| 交通广播     | 普通話 |          |          |          |      |  |
| 蒙语综合广播 | 普通話 | 蒙古语   |          |          |      |  |